# Белов, Александр Кузьмич
Александр Кузьмич Белов (1911—1974) — старшина Рабоче-крестьянской Красной Армии, участник Великой Отечественной войны, Герой Советского Союза (1944).

## Биография
Александр Белов родился 23 октября (9 ноября) 1911 года в деревне Костыляй (ныне — Иссинский район Пензенской области) в семье крестьянина. После окончания начальной школы работал мастером на маслозаводе в посёлке Балахта Красноярского края. В 1941 году был призван на службу в Рабоче-крестьянскую Красную Армию. С июля 1942 года — на фронтах Великой Отечественной войны. Был красноармейцем, автоматчиком 1124-го стрелкового полка 334-й стрелковой дивизии 43-й армии 1-го Прибалтийского фронта. В 1944 году вступил в ВКП(б). Отличился в боях за освобождение Витебской области Белорусской ССР.
23 июня 1944 года у деревни Козоногово Шумилинского района Витебской области в ходе прорыва линии обороны противника Белов ворвался в траншею, где уничтожил 16 немецких солдат и офицеров. 25 июня одним из первых в своём подразделении он форсировал Западную Двину. Своим автоматным огнём он содействовал успешной переправе бойцов своего батальона.
Указом Президиума Верховного Совета СССР от 22 июля 1944 года за «образцовое выполнение боевых заданий командования на фронте борьбы с немецко-фашистскими захватчиками и проявленные при этом мужество и героизм» красноармеец Александр Белов был удостоен высокого звания Героя Советского Союза с вручением ордена Ленина и медали «Золотая Звезда» за номером 4156.
После окончания войны в 1945 году в звании старшины Белов был демобилизован. Проживал в посёлке Балахта Красноярского края. До 1958 года работал на местном маслозаводе. Умер 19 мая 1974 года.
Был также награждён орденом Отечественной войны 1-й степени, а также рядом медалей. В честь Белова названа улица в посёлке Балахта. Бюст Белова установлен в посёлке Исса Пензенской области.